# Raionul Chilia
Raionul Chilia era unul din cele 26 raioane administrative din regiunea Odesa din Ucraina, cu reședința în orașul Chilia Nouă. Celălalt oraș al raionului era Vâlcov.
Raionul a fost înființat în 1940, fiind inclus în componența RSS Ucrainene. Începând din anul 1991, acest raion făcea parte din Ucraina independentă. Era unul din cele 9 raioane vestice ale regiunii care se aflau în Bugeac. 
După reforma administrativ-teritorială ucraineană din 2020 raionul a fost desființat, teritoriul său fiind inclus în componența raionului Ismail.

## Demografie

### Numărul populației la 1 ianuarie
| 2013    | 2014    | 2015    |
| ------- | ------- | ------- |
| ▼53.255 | ▼52.961 | ▼52.730 |

- Sursă:[2]

### Structura lingvistică
Componența lingvistică a raionului Chilia
     Rusă (44,23%)
     Ucraineană (36,09%)
     Română (12,88%)
     Bulgară (2,52%)
     Alte limbi (0,29%)
Conform recensământului din 2001, nu exista o limbă vorbită de majoritatea populației, aceasta fiind compusă din vorbitori de rusă (44,23%), ucraineană (36,09%), română (12,88%), găgăuză (3,69%) și bulgară (2,52%).

### Comunitatea românească
Minoritatea românească din raion constituie 16% (2001), cea mai numeroasă comunitate fiind cea din orașul-reședință, Chilia Nouă (aflată însă în minoritate).
Localitățile din raion unde românii sunt încă majoritari sunt Cemașir, Chitai, Furmanca, Dumitrești.
În perioada interbelică și sătucul Niculești era locuit de români (nu se cunoaște azi situația exactă). De asemenea, pe atunci existau mici comunități românești și în satele Traianu Vechi, Caracica sau în orașul Vâlcov.

## Diviziuni administrative

### Orașe
| Oraș          |            |                   |             |           |
| Nume          | Nume       | Nume              | Nume        | Locuitori |
| Transliterare | ucraineană | rusă              | română      | Locuitori |
| Kilija        | Кілія      | Килия             | Chilia Nouă | 22.884    |
| Wylkowe       | Вилкове    | Вилково (Wilkowo) | Vâlcov      | 9.426     |

### Comune și sate
| Sate            |                |                                         |                                   |           |                 |
| Nume            | Nume           | Nume                                    | Nume                              | Locuitori | Comune          |
| Transliterare   | ucraineană     | rusă                                    | română                            | Locuitori | Comune          |
| Desantne        | Десантне       | Десантное (Desantnoje)                  | Galilești                         | 1.816     | Desantne        |
| Dmytriwka       | Дмитрівка      | Дмитровка (Dmitrowka)                   | Dumitrești                        | 3.144     | Dmytriwka       |
| Furmaniwka      | Фурманівка     | Фурмановка (Furmanowka)                 | Furmanca                          | 1.468     | Furmaniwka      |
| Lisky           | Ліски          | Лески (Lesky)                           | Lisky                             | 1.931     | Lisky           |
| Mykolajiwka     | Миколаївка     | Старая Николаевка (Staraja Nikolajewka) | Niculești                         | 89        | Trudowe         |
| Myrne           | Мирне          | Мирное (Mirnoje)                        | Caracica                          | 1.548     | Myrne           |
| Nowomykolajiwka | Новомиколаївка | Новониколаевка (Nowonikolajewka)        | Regele-Ferdinand (Friedrichsdorf) | 587       | Desantne        |
| Nowoseliwka     | Новоселівка    | Новоселовка (Nowoselowka)               | Enichioi                          | 1.647     | Nowoseliwka     |
| Pomasany        | Помазани       | Помазаны                                | Pomazan                           | 108       | Schewtschenkowe |
| Prymorske       | Приморське     | Приморское (Primorskoje)                | Jibrieni                          | 1.895     | Prymorske       |
| Pryoserne       | Приозерне      | Приозерное (Priosernoje)                | Cemașir                           | 1.778     | Pryoserne       |
| Schewtschenkowe | Шевченкове     | Шевченково (Schewtschenkowo)            | Caramahmet                        | 5.625     | Schewtschenkowe |
| Stari Trojany   | Старі Трояни   | Старые Трояны (Staryje Trojany)         | Traianu Vechi                     | 2.225     | Stari Trojany   |
| Trudowe         | Трудове        | Трудовое (Trudowoje)                    | Draculea                          | 1.487     | Trudowe         |
| Tscherwonyj Jar | Червоний Яр    | Червоный Яр (Tscherwony Jar)            | Chitai                            | 805       | Tscherwonyj Jar |
| Wassyliwka      | Василівка      | Васильевка (Wassiljewka)                | Aprodul Purice                    | 1.220     | Wassyliwka      |
| Așezări         |                |                                         |                                   |           |                 |
| Bile            | Біле           | Белое (Beloje)                          | Bile                              | ?         | Wylkowe         |
| Dsynilor        | Дзинілор       | Дзинилор (Dsinilor)                     | Zenelor                           | 154       | Stari Trojany   |